# 美城れん
美城 れん（みしろ れん、3月28日 - ）は、元宝塚歌劇団専科の男役。
福井県福井市、福井女子高等学校出身。身長168cm。愛称は「さやか」。

## 来歴
1996年、宝塚音楽学校入学。
1998年、宝塚歌劇団に84期生として入団。入団時の成績は38番。宙組公演「エクスカリバー／シトラスの風」で初舞台。
1999年、組まわりを経て星組に配属。
2014年4月7日付で専科へ異動となる。
2016年11月20日、北翔海莉・妃海風トップコンビ退団公演となる星組「桜華に舞え／ロマンス!!」東京公演千秋楽をもって、宝塚歌劇団を退団。

## 宝塚歌劇団時代の主な舞台

### 初舞台
- 1998年3 - 5月、宙組『エクスカリバー』『シトラスの風』（宝塚大劇場のみ）

### 組まわり
- 1998年8 - 12月、雪組『浅茅が宿』『ラヴィール』

### 星組時代
- 2000年3月、『聖者の横顔』（バウホール）タジオ
- 2000年10月、『黄金のファラオ』ホルハ『美麗猫』（全国ツアー）
- 2001年1月、『花の業平』新人公演：常陸（本役：久城彬）『夢は世界を翔けめぐる -THE WORLD HERITAGE 2001-』
- 2001年3月、『ベルサイユのばら2001 -オスカルとアンドレ編-』新人公演：ダグー大佐（本役：高央りお）
- 2001年6月、『風と共に去りぬ』（全国ツアー）ピーター
- 2002年4月、『プラハの春』新人公演：シュテンツェル（本役：英真なおき）『LUCKY STAR!』
- 2002年11月、『ガラスの風景』車椅子のマンドリン弾き、新人公演：ジョバンニ（本役：鳴海じゅん）『バビロン -浮遊する摩天楼-』
- 2003年7月、『王家に捧ぐ歌』新人公演：ネセル（本役：英真なおき）
- 2003年12月、『巌流 －散りゆきし花の舞－』（バウホール・東京特別）三九郎
- 2004年2月、『1914／愛』新人公演：アナトール（本役：英真なおき）『タカラヅカ絢爛』
- 2004年10月、『花舞う長安 -玄宗と楊貴妃-』新人公演：高力士（本役：星原美沙緒）『ロマンチカ宝塚 04 -ドルチェヴィータ!-』
- 2005年2月、『王家に捧ぐ歌』（中日劇場）伝令
- 2005年9月、『ベルサイユのばら』モンゼット侯爵夫人『ソウル・オブ・シバ!!』（全国ツアー・韓国）
- 2006年1月、『ベルサイユのばら -フェルゼンとマリー・アントワネット編-』公安委員
- 2006年4月、『星組 エンカレッジ・コンサート』
- 2006年6月、『フェット・アンペリアル -帝国の祝祭-』（バウホール・東京特別）カウリー男爵ヘンリー・リチャード・ウェズリー
- 2006年12月、『ヘイズ・コード』（シアタードラマシティ・東京特別）オリヴァー・スミス
- 2007年8月、『シークレット・ハンター』ストリートミュージシャン『ネオ・ダンディズム!Ⅱ －男の美学－』（博多座）
- 2007年11月、『エル・アルコン-鷹-』エドワード・コールサック『レビュー・オルキス』
- 2008年3月、『赤と黒』（シアタードラマシティ・東京特別・名古屋特別）門番
- 2008年6月、『THE SCARLET PIMPERNEL』シモン[2]
- 2009年2月、『My dear New Orleans －愛する我が街－』アンリ『ア ビヤント』
- 2009年6月、『太王四神記 Ver.Ⅱ -新たなる王の旅立ち-』チョク・ファン、代役：フッケ将軍
- 2009年10月、『コインブラ物語』（シアタードラマシティ・東京特別）マルティネス
- 2010年1月、『ハプスブルクの宝剣』ハラッハ『BORELO』
- 2010年5月、『リラの壁の囚人たち』（バウホール・東京特別）ロジェ・モラン
- 2010年7月、『ロミオとジュリエット』（梅田芸術劇場・博多座）ピーター
- 2010年10月、『宝塚花の踊り絵巻 －秋の踊り－』『愛と青春の旅だち』カーティス軍曹
- 2011年2月、『愛するには短すぎる』ロバート・ストックトン『ル・ポアゾン -愛の媚薬Ⅱ-』（中日劇場）
- 2011年4月、『ノバ・ボサ・ノバ』ポリス『めぐり会いは再び －My only shinin’star－』カノープス
- 2011年8月、『ノバ・ボサ・ノバ』ポリス『めぐり会いは再び －My only shinin’star－』（博多座・中日劇場）
- 2011年11月、『オーシャンズ11』ルーベン・ティシュコフ[2]
- 2012年3月、『天使のはしご』（東京特別・バウホール）フィッツウィリアム大佐
- 2012年5月、『ダンサ セレナータ』老人、クラウディオ『Celebrity』
- 2012年9月、『ジャン・ルイ・ファージョン －王妃の調香師－』（バウホール・東京特別）アントン・バレル
- 2012年11月、『宝塚ジャポニズム〜序破急〜』『めぐり会いは再び 2nd』カノープス『Étoile de TAKARAZUKA』
- 2013年3月、『南太平洋』（シアタードラマシティ・東京特別）ルーサー・ビリス[5]
- 2013年5月、『ロミオとジュリエット』乳母[6]
- 2013年10月、『日のあたる方へ -私という名の他者-』（シアタードラマシティ・日本青年館）ジェラルド・コスタ・タナカ刑事
- 2014年1月、『眠らない男・ナポレオン -愛と栄光の涯に-』メッテルニヒ、シェイエス

### 専科時代
- 2014年5 - 6月、星組『かもめ』（バウホール） - シャムラーエフ
- 2014年7 - 10月、星組『The Lost Glory -美しき幻影-』 - サム
- 2014年11 - 12月、星組『風と共に去りぬ』（全国ツアー） - マミー[2]
- 2015年2 - 3月、月組『風と共に去りぬ』（中日劇場） - マミー
- 2015年4 - 7月、月組『1789-バスティーユの恋人たち-』 - ルイ16世
- 2015年8 - 11月、星組『ガイズ&ドールズ』 - ナイスリー・ナイスリー・ジョンソン
- 2016年2 - 5月、雪組『るろうに剣心』 - 比留間喜兵衛／井上馨
- 2016年7月、星組『One Voice』（バウホール）
- 2016年8 - 11月、星組『桜華に舞え』 - 西郷吉之介（隆盛）『ロマンス!! (Romance)』 退団公演[2]

## 宝塚歌劇団退団後の主な活動

### 関連書籍
- 早花まこ「すみれの花、また咲く頃」（2023年3月、新潮社）[7][8]